# Philothée O’Neddy
Philothée O’Neddy (auch: Théophile Dondey; * 30. Januar 1811 in Paris; † 18. Februar 1875 ebenda) war ein französischer Schriftsteller.

## Leben
Théophile-Auguste-Marie Dondey gehörte als junger Dichter (wie Charles Lassailly) zur Pariser Bohème und war in den 1830er Jahren ein typischer Vertreter der frenetisch-exzentrischen jungen Romantiker, die man bousingots nannte. Castex/Surer stellten ihn an die Seite von Petrus Borel. Der Tod seines Vaters zwang ihn 1832, auf den Verwaltungsposten im Finanzministerium zurückzukehren, den er gerade wegen seiner dichterischen Berufung aufgegeben hatte. 1833 veröffentlichte er unter dem Pseudonym Philothée O’Neddy (Anagramm von Théophile Dondey) den Gedichtband Feu et Flamme. Da er nicht den erhofften Erfolg hatte, verzichtete er bis 1846 weitgehend und dann bis 1856 vollständig auf weitere Werke.  Nach seinem Tod 1875 erschien 1877 eine Gesamtausgabe durch Ernest Havet (1813–1899), die 1968 nachgedruckt wurde. Besondere Wertschätzung brachte ihm Valéry Larbaud entgegen.

## Werke (Auswahl)
- Histoire d'un anneau enchanté, roman de chevalerie, par T. Dondey de Santeny. Boulé et Cie, Paris 1842.

### Postume Ausgaben
- Feu et flamme. Hrsg. Marcel Hervier. Suivi de la Correspondance inédite de Théophile Dondey et d'Ernest Havet. Société d'édition "Les Belles Lettres", Paris 1925.
- Oeuvres complètes. Hrsg. Ernest Havet. 2 Bde. Paris 1877–1878. Genf, Slatkine 1968.
  - 1. Oeuvres en prose: romans et contes, critique théâtrale, lettres.
  - 2. Poésies posthumes.